# Degithina decepta
Degithina decepta là một loài tò vò trong họ Ichneumonidae.